# Dietrich von Saucken

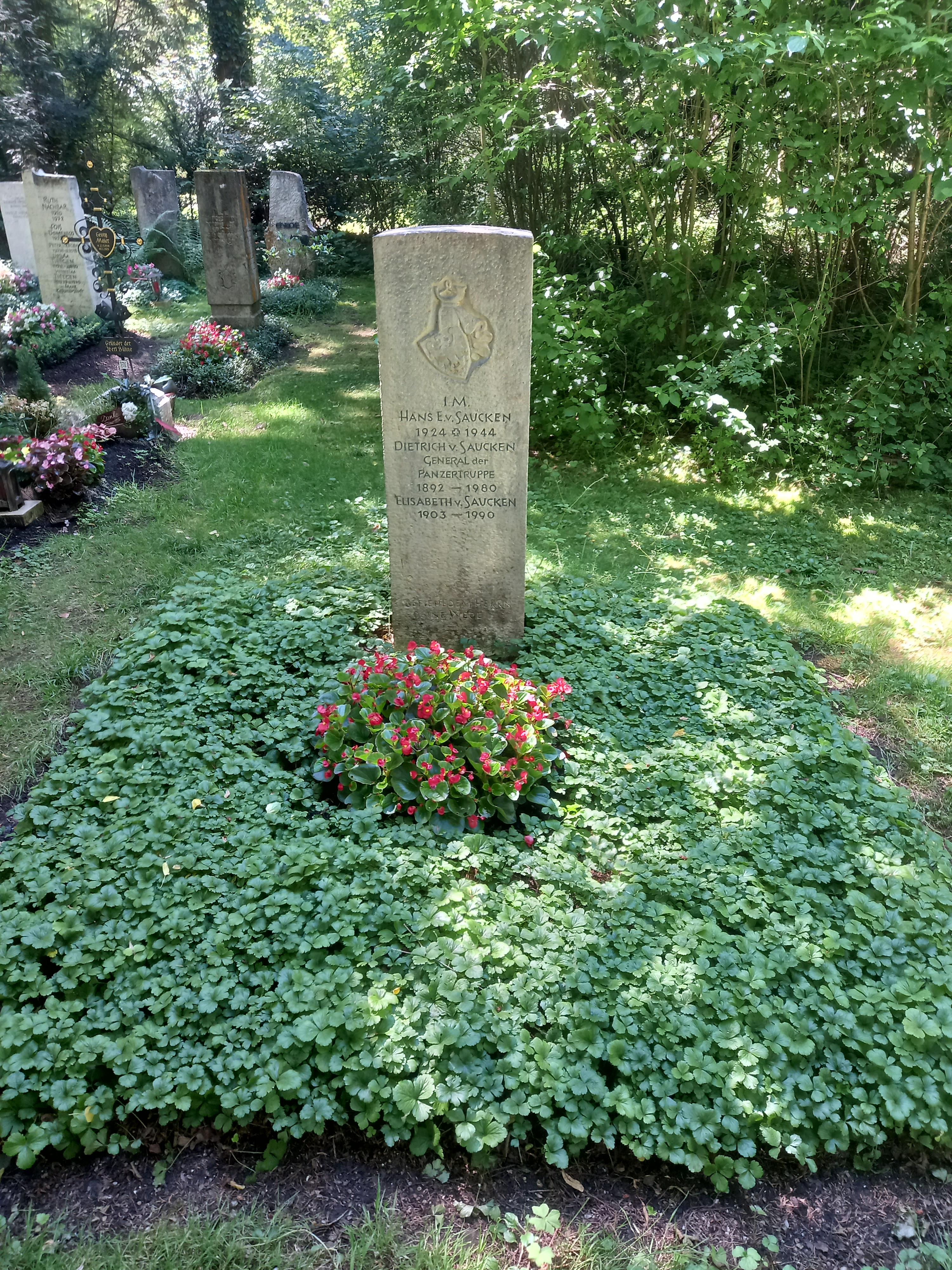
Das Grab von Dietrich von Saucken und seiner Ehefrau Elisabeth auf dem Waldfriedhof Solln in München

Dietrich Friedrich Eduard Kasimir von Saucken (* 16. Mai 1892 in Fischhausen; † 27. September 1980 in Pullach) war ein deutscher General der Panzertruppe im Zweiten Weltkrieg. Er gehörte zu den 27 Trägern des Ritterkreuzes des Eisernen Kreuzes mit Eichenlaub und Schwertern und Brillanten und war der letzte deutsche Soldat, dem diese Auszeichnung verliehen wurde.

## Biografie
Dietrich von Saucken entstammte dem Adelsgeschlecht von Saucken und war der Sohn des preußischen Regierungsrats in Oppeln Erich von Saucken (* 1858) und dessen Ehefrau Bertha, geborene Westphal (* 1862).
Von Saucken besuchte das Königliche Friedrichs-Gymnasium in Königsberg und trat anschließend im Oktober 1910 als Fahnenjunker in das Grenadier-Regiment „König Friedrich-Wilhelm I.“ (2. Ostpreußisches) Nr. 3 der Preußischen Armee ein. Dort avancierte er bis Mitte Juni 1912 zum Leutnant.

### Erster Weltkrieg und Weimarer Republik
Im Ersten Weltkrieg wurde von Saucken ab Oktober 1914 als Kompanieführer eingesetzt. Im November 1916 wurde er Bataillonsadjutant, im April 1917 Regimentsadjutant. Im August 1917 wurde von Saucken zum Oberleutnant befördert. Während des Krieges wurde von Saucken siebenmal verwundet. Er wurde mit dem Verwundetenabzeichen in Gold ausgezeichnet und erhielt zudem beide Klassen des Eisernen Kreuzes, das Ritterkreuz des Königlichen Hausordens von Hohenzollern mit Schwertern sowie das Österreichische Militärverdienstkreuz III. Klasse mit Kriegsdekoration. Bei Kriegsende war von Saucken Adjutant der 2. Infanterie-Radfahr-Brigade.
Nach der Demobilisierung des Deutschen Heeres meldete von Saucken sich im Dezember 1918 zum Grenzschutz Ost und wurde im Oktober 1919 in die Vorläufige Reichswehr und 1921 als Kompanieführer im 1. (Preußischen) Infanterie-Regiment in die Reichswehr übernommen. Am 15. Dezember 1921 wurde von Saucken zum 8. (Preußischen) Reiter-Regiment nach Oels versetzt und kam im Januar 1923 zur 3. Eskadron des 2. (Preußischen) Reiter-Regiments in Osterode in Ostpreußen. Dort heiratete er am 27. Juli 1923 seine Cousine 3. Grades Elisabeth von Saucken. Am 1. April 1925 wurde er zum Rittmeister befördert und diente bis zum Frühjahr 1927 im Regimentsstab. Ab diesem Zeitpunkt war er Chef der 2. Eskadron im 2. (Preußischen) Reiter-Regiments, das zu diesem Zeitpunkt in Lyck stationiert war. 1927 wurde er im Rahmen der geheimen Zusammenarbeit zwischen der Roten Armee und der Reichswehr zur Vertiefung seiner russischen Sprachkenntnisse in die Sowjetunion beurlaubt.

### Zeit des Nationalsozialismus
1934 wurde Saucken in das Baltikum beurlaubt, um seine Sprachkenntnisse zu festigen. Im April dieses Jahres erfolgte die Beförderung zum Major. Kurz darauf wurde er ab dem 1. Mai 1934 als Taktiklehrer an die Kriegsschule Hannover versetzt. Am 19. Februar 1935 legte er dort die Dolmetscherprüfung in Russisch ab. Am 1. Oktober 1936 erhielt Saucken den Rang eines Oberstleutnants. Ab  April 1937 wurde er als Kommandeur des Reiterregiments 2 in Angerburg eingesetzt. Im Juni 1939 erfolgte die Beförderung zum Oberst.

### Zweiter Weltkrieg
Ab dem Beginn des Zweiten Weltkriegs führte von Saucken das Reiterregiment 2 beim Überfall auf Polen und im Westfeldzug in Frankreich. Im Oktober 1940 wurde er kurzfristig in die Führerreserve versetzt. Ab November 1940 befehligte er die 4. Schützen-Brigade. Mit dieser Einheit nahm er am Balkanfeldzug und der Anfangsphase des Deutsch-Sowjetischen Krieges teil. Im Dezember 1941 gab er das Kommando der Brigade ab und wechselte zur Panzertruppe. Im Dezember 1941 wurde er mit der Führung der 4. Panzer-Division beauftragt, die zu diesem Zeitpunkt an der Schlacht um Moskau teilnahm. Im Januar 1942 wurde er Generalmajor und  Divisionskommandeur. Bei Abwehrkämpfen um die Stadt Bolchow wurde er im Januar 1942 schwer verwundet und musste das Kommando der Division vorübergehend an Generalmajor Heinrich Eberbach abgeben. Er wurde mit dem Ritterkreuz des Eisernen Kreuzes ausgezeichnet.
Nach Ende eines monatelangen Lazarettaufenthalts wurde er im August 1942 zum Kommandeur der Schule für schnelle Truppen in Krampnitz ernannt. Im April 1943 erfolgte die Beförderung zum Generalleutnant. Ende Mai 1943 kehrte von Saucken als Kommandeur der 4. Panzer-Division an die Ostfront zurück. Er führte diese Division bis zum Mai 1944. Die 4. Panzer-Division war im Juli 1943 an der Panzerschlacht bei Kursk (nördlicher Flügel, 9. Armee) und an dem erfolgreichen Entsatz des Festen Platzes Kowel im April 1944 beteiligt. Vom Mai bis Juni 1944 wurde Saucken mit der Führung des III. Panzerkorps beauftragt.
Ende Juni 1944 übernahm er während der sowjetischen Sommeroffensive Operation Bagration das Kommando über das zu diesem Zeitpunkt ad hoc als Kampfgruppe „von Saucken“ wiederaufgestellte XXXIX. Panzerkorps im Bereich der Heeresgruppe Mitte. Die Kampfgruppe, die zu diesem Zeitpunkt im Wesentlichen aus der 5. Panzer-Division zusammen mit der schweren Panzer-Abteilung 505 und der 170. Infanterie-Division bestand, musste sich bei Borissow, Logoisk und Molodetschno gegen Angriffe der sowjetischen 3. Weißrussischen Front zur Wehr setzen, wobei das Kräfteverhältnis zwischen den deutschen und sowjetischen Truppen 1:10 betragen haben soll. Saucken gelang es, durch geschickte Führung den sowjetischen Vormarsch zu verzögern und die ihm unterstellten Einheiten kampffähig zu erhalten – die sowjetische Rückeroberung von Minsk im Juli 1944 konnte aufgrund der katastrophalen militärischen Gesamtsituation der Heeresgruppe Mitte nicht verhindert werden.
Im August 1944 wurde Saucken zum General der Panzertruppe befördert und Kommandierender General des aus der Kampfgruppe hervorgegangenen XXXIX. Panzer-Korps. Dieses führte er bis Mitte Oktober 1944. Danach übernahm General Karl Decker das Kommando und von Saucken wurde in die Führerreserve versetzt. Im Dezember 1944 übernahm er das Kommando über das Panzerkorps „Großdeutschland“. Die Aufstellung des Korps war noch nicht abgeschlossen, als am 12. Januar 1945 die sowjetische Winteroffensive Weichsel-Oder-Operation begann.
Von Saucken führte bis zum 12. Februar 1945 die Panzergrenadier-Division „Brandenburg“ während der Gefechte im Raum Łódź (von 1940 bis 1945 Litzmannstadt) in einem wandernden Kessel in eine Stellung bei Görlitz. Ein darauf folgender Streit mit dem Generalstabschef des Heeres, Generaloberst Heinz Guderian, über die Sinnlosigkeit der Weiterführung des Krieges führte schließlich dazu, dass von Saucken erneut in die Führerreserve versetzt wurde.
Am 12. März 1945 wurde er zum Befehlshaber der 2. Armee (im April 1945 umbenannt in Armee Ostpreußen) ernannt. In dieser Zeit war er dafür verantwortlich, dass sich ungefähr 300.000 deutsche Flüchtlinge aus dem umkämpften Gebiet um die Stadt Danzig und die Weichselmündung über die Ostsee nach Westen retten konnten. (→Unternehmen Walpurgisnacht)
Von Saucken blieb der Befehlshaber der 2. Armee bis zum 9. Mai 1945 und er geriet in sowjetische Kriegsgefangenschaft.  Die Kapitulation der deutschen Truppen dauerte bis zum 14. Mai 1945.

### Sowjetische Gefangenschaft und späteres Leben

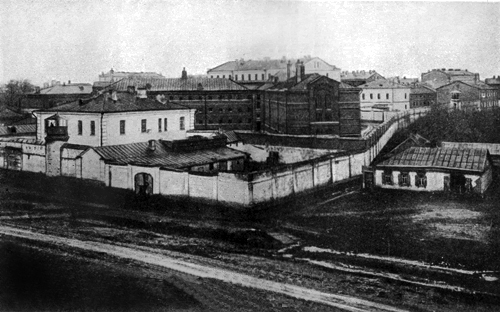
Das Zentralgefängnis von Orjol (ältere Aufnahme, um 1920)

Nach seiner Gefangennahme befand sich von Saucken zunächst in Einzelhaft, zuerst 32 Monate lang in der Lubjanka in Moskau, später im Zentralgefängnis von Orjol. In der Sowjetunion wurde er wegen seiner  Weigerung, ein gefälschtes Geständnis zu unterzeichnen, von Untersuchungsbeamten des MGB so schwer misshandelt, dass er später auf einen Rollstuhl angewiesen war. Am 10. Mai 1949 wurde er vom Militärtribunal des MGB in der Oblast Orjol zu 25 Jahren Zwangsarbeit im GULag verurteilt. Danach verbrachte er seine Gefangenschaft im GULag-Lagerbezirk OSERLAG (bei Taischet entlang der Bahntrasse Taischet – Lena) in Sibirien.
Am 9. Oktober 1955 wurde Saucken zusammen mit den letzten deutschen Kriegsgefangenen im Zuge der von Konrad Adenauer ausgehandelten Heimkehr der Zehntausend befreit und aus dem Kriegsgefangenenlager 5110/48 Woikowo in die Bundesrepublik Deutschland entlassen.
Nach seiner Rückkehr ließ er sich bei München nieder und wurde Kunstmaler.
Von Saucken wurde nach seinem Tod auf dem Münchner Waldfriedhof Solln (Grabstelle 17-1-12) beigesetzt.

## Auszeichnungen
- Kriegsverdienstkreuz II. und I. Klasse mit Schwertern
- Spange zum Eisernen Kreuz II. und I. Klasse am 13. September 1939 bzw. 3. Oktober 1939
- Verwundetenabzeichen (1939) in Gold
- dreimalige Nennung im Wehrmachtbericht am 3. Dezember 1943, 5. Juli 1944, 9. Mai 1945
- Panzerkampfabzeichen in Silber mit Einsatzzahl 75
- Ritterkreuz des Eisernen Kreuzes am 6. Februar 1942[4]
  - Eichenlaub zum Ritterkreuz des Eisernen Kreuzes am 22. August 1942 (281. Verleihung)[4]
  - Schwerter zum Ritterkreuz des Eisernen Kreuzes am 31. Januar 1944 (46. Verleihung)[4]
  - Brillanten zum Ritterkreuz des Eisernen Kreuzes am 8. Mai 1945 (27. Verleihung)[4]

## Werke
- Mit Joachim Neumann: 4. Panzer-Division. Divisionsgeschichte. Teil 2: Der Russlandfeldzug von Mai 1943 bis Mai 1945. Selbstverlag. Coburg 1968 bzw. Die 4. Panzer-Division 1943–1945. Bericht und Betrachtung zu den letzten zwei Kriegsjahren im Osten. Selbstverlag. Bonn 1989. (stark erweiterte Neufassung der Divisionsgeschichte von 1968).